# لوسيو (لاعب كرة قدم)
لوسيو (1982 - ) هو لاعب كرة قدم برازيلي في مركز الدفاع. لعب مع أتلتيكو مينييرو ونادي غواراني ونادي تومبينس وUberlândia Esporte Clube ‏ وEsporte Clube Democrata ‏ وEsporte Clube Poções ‏ وClube Esportivo Passense de Futebol e Cultura ‏ وGuanambi Atlético Clube ‏.

## وصلات خارجية
- لوسيو على موقع قاعدة بيانات كرة القدم.إي يو (الإنجليزية)
- لوسيو على موقع Soccerway.com (الإنجليزية)